# Chick Webb
Chick Webb, eg. William Henry Webb, född 10 februari 1905 i Baltimore, Maryland, död 16 juni 1939 i Baltimore, Maryland, var en amerikansk jazztrummis och storbandsledare. 
Webb fick som barn puckelrygg och blev kort till växten, på grund av tuberkulos. Hans läkare rådde honom att börja spela trummor för att lindra de stela lederna. Detta blev början till en framgångsrik musikerkarriär. Trots sina fysiska begränsningar blev han en av jazzens största trumslagare. Som 17-åring började han spela med storheter som Duke Ellington och Johnny Hodges. Webb dog år 1939, på grund av sin tuberkulos, endast 34 år gammal. Orkestern togs efter hans död över av dess vokalist Ella Fitzgerald.